# Cheval au Lesotho
Le cheval au Lesotho, d'introduction récente par les colons européens, est surtout représenté historiquement par la race locale du Basuto. Ce pays enclavé et montagneux rend l'usage du cheval nécessaire pour les déplacements quotidiens. Avec son cheptel d'environ 100 000 chevaux, le Lesotho est aussi devenu une destination de tourisme équestre prisée.

## Histoire
Comme dans tous les pays d'Afrique australe, le cheval a été introduit sur le territoire du Lesotho par des colons européens. Il semble que ce soient des missionnaires, surtout protestants, qui y aient développé l'élevage ainsi que l'utilisation du cheval. Les Africains du futur Basutoland adoptent cet animal et sélectionnent une race locale, du nom de Basuto. Ils sont le seul peuple natif d'Afrique australe à adopter l'usage conjoint de la cavalerie et du fusil. Cette maîtrise de la cavalerie leur permet notamment de repousser les armées du Cap.

## Pratiques

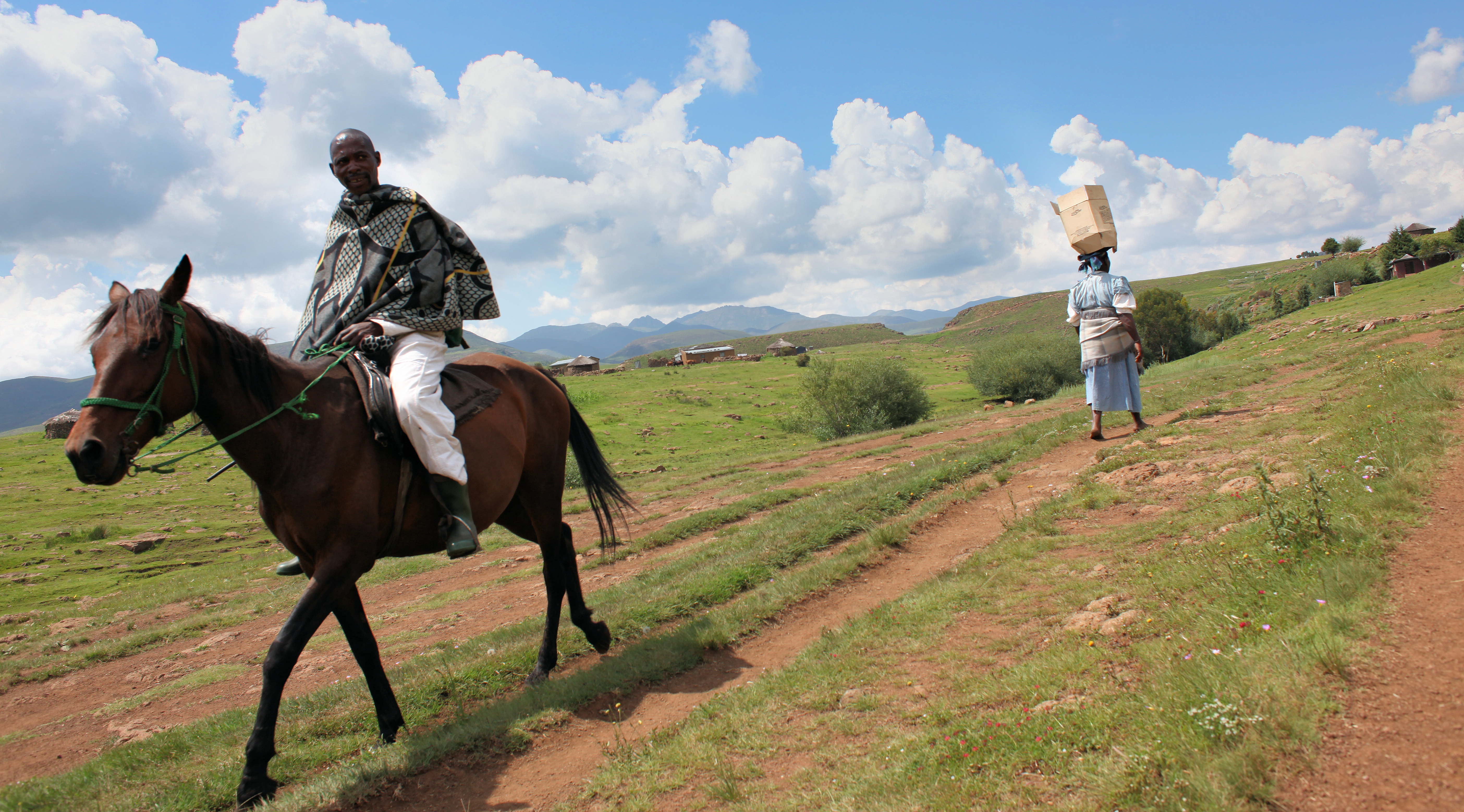
Cavalier dans la région de Maseru.

L'équitation (notamment de loisir) et les courses hippiques sont pratiqués. D'après un sondage mené en 2007 auprès de 287 propriétaires de chevaux du Lesotho, 79 % d'entre eux utilisent leur animal à des fins de transport monté, 9 % s'en servent pour la police, 5 % pour le tourisme, 5 % pour le travail et 3 % pour la traction. Le tourisme équestre est devenu extrêmement populaire au Lesotho, attirant des cavaliers désireux de chevaucher sur plus ou moins longue distance, par exemple dans les monts Maluti.
Les connaissances équestres des propriétaires de chevaux locaux sont très variables. 85 % des propriétaires de chevaux interrogés nourrissent leurs animaux avec du maïs. Par ailleurs, 24 % déclarent ferrer leur cheval, artisanalement et d'eux-mêmes dans la majorité des cas. La nécessité d'une vermifugation et d'un enlèvement des tiques est très généralement connue et pratiquée, cependant, les infestations par des strongles et des tiques sont fréquentes. Ils sont aussi 85 % à faire usage d'une bride pour leurs pratiques équestres, et 74 % à utiliser une selle.

## Élevage
D'après la base de données DAD-IS, deux races de chevaux sont élevées au Lesotho : le Basuto, qui constitue historiquement la grande majorité du cheptel, et le Pur-sang.
En 1999, d'après le guide Delachaux, le cheptel national était de 109 000 chevaux. Le Lesotho Livestock Services Directorate, rattaché au ministère de l'agriculture et de la sécurité alimentaire, donne un chiffre de 87 000 chevaux en 2003.

### Maladies et parasitisme
De nombreux foyers de grippe équine ont été signalés en Afrique du Sud, au Lesotho et en Namibie, près de la frontière avec le Botswana en 1987 ; dès déclaration des foyers épidémiques, les déplacements de chevaux ont été restreints.